# Blanka Chocholová
Blanka Chocholová (* 5. listopadu 1953, Praha) je česká umělecká fotografka, kurátorka výstav a pedagožka.

## Život

### Rodinné zázemí
Blanka Chocholová se narodila 5. listopadu 1953 v Praze do rodiny českého fotografa Václava Chocholy – klasika české výtvarné a portrétní fotografie – a jeho manželky Boženy, rozené Stopkové (11. dubna 1923 Horní Němčí – 16. července 2019 Praha). Jejím kmotrem byl přítel jejího otce – malíř a grafik – František Tichý. Její otec byl na „volné noze“ a Blanka si již v době, kdy se rozhodovala o svém budoucím životním směrování vytyčila jako jednu z životních priorit „být sama sobě šéfem“ s možností flexibilně si určovat svůj vlastní časový harmonogram života i práce.
Otec mě odmala hodně fotografoval. Fotoaparát jsem prvně měla v ruce možná jako šestiletá, fotografovat jsem začala tak ve třinácti...
Blanka Chocholová, O svém dětství a začátcích fotografování

### Studia a začátky
Počátečním motivem jejího studia na Střední průmyslové škole grafické v Praze byl prvotní zájem o malování a o grafiku. Snaha pomoci otci s jeho nedostatečně zpracovaným fotografickým archivem ji přiměla studovat obor fotografie. Na Střední průmyslové škole grafické v Praze (studium v letech 1969–1973) dokončila v roce 1973 studium oboru fotografie. Obor umělecká fotografie vystudovala i na pražské FAMU (studium v letech 1976–1980) a v roce 1980 zde obhájila titul Mgr. Její teoretická diplomová práce nesla název Životní a tvůrčí podněty fotografa Václava Chocholy a Blanka zde zpracovala dílo a život svého otce. Po obhájení diplomové práce pojala další plány a sice na uspořádání výstavy (první výstava v roce 1986 v galerii Foma; další rozsáhlá konfrontační výstava k 70. narozeninám otce v roce 1993 ve Špálově galerii) a na vydání knihy (Kabinety vzpomínek – ta vyšla v roce 1993). V té době přišel na svět její syn Marek; Blanka již působila coby fotografka (fotoreportérka) v týdeníku Svět v obrazech a pořizovala propagační fotografie a snímky módy pro pražský obchodní dům Kotva.

### Reklamní a módní fotografie
Základy k reklamní a módní fotografii získala Blanka na střední grafické škole, kde se touto tematikou zabýval jeden z ročníkových maturitních úkolů. V oblasti módní fotografie 70. let 20. století panovala v Československu „socialistická strnulost“ a věnovalo se těmto tématům poměrně málo fotografů. Inspiraci hledala v zahraničních (západních) módních časopisech, s jejich sháněním a přístupem k nim jí pomáhala redaktorka týdeníku Svět v obrazech Želmíra Živná. Blanka Chocholová spolupracovala s módními návrhářkami (Helena Fejková, Ivana Follová, ENO – Eliška Nová–Kachyňová, Olga Michálková a další). Lektorkou workshopu módní fotografie na Kalifornské univerzitě v Berkeley v USA se stala v roce 1986.

### Pedagogická činnost
Po sametové revoluci, hlavně v 90. letech 20. století, vznikly profesionální týmy školící modelky a tehdy Blanka Chocholová vyučovala nejen modelky v reklamní agentuře, ale později (od roku 1994) přednášela i studentům v Institutu tvůrčí fotografie (ITF) při Slezské Universitě v Opavě. Je autorkou textů pro studijní skripta (ateliérová průprava; práce s modelem; fotografování módy) na magisterském studiu; v ITF vyučovala celkem 10 let.

### Hudební scény
Fotografovala nejrůznější akce na pražských hudebních scénách (jazzové koncerty, vážnou hudbu, beat, folk i rock).

### Odkaz Václava Chocholy
Od roku 1989 začala Blanka Chocholová spolu se svým manželem Pavlem Hartlem realizovat některé výstavní projekty. Za pomoci tehdy ještě žijícího Václava Chocholy se jim podařilo podchytit vzpomínky přátel, rozhovory, archiválie, recenze, rukopisy a literaturu a získat tak solidní základ pro budoucí publikační činnost. V roce 1993 pak vyšla shrnující publikace s názvem Kabinety vzpomínek Václava Chocholy. Blanka má k dispozici rozsáhlý fotografický archiv svého otce a jeho dílo využívá nejen k tvorbě publikací, katalogů (i monografií) a retrospektivních výstav fotografií (jako kurátorka), ale i k spoluvytváření řady filmových a televizních dokumentů. Archiv Václava Chocholy prochází procesem postupné digitalizace (tu provádí hlavně její syn Marek) a společně pak průběžně doplňují webové stránky, účastní se výstav a realizují vydávání obrazových publikací.

### Vzlety a pády
V roce 2000 přišel do distribuce dokumentární životopisný film (52 + 56 minut) scenáristky a režisérky Věry Chytilové s názvem Vzlety a pády, který pojednával o tom, jak se tři významní čeští fotografové (Václav Chochola a jeho generační přátelé Karel Ludwig a Zdeněk Tmej) „popasovávali“ s dějinnými událostmi 20. století. Na tomto filmu s Věrou Chytilovou spolupracovala právě Blanka Chocholová. Film autenticky zachycuje osudy trojice fotografů na pozadí přelomových historických etap: druhá světová válka, Protektorát Čechy a Morava, 50. léta 20. století. Osudy tvůrčích osobností v době, která je „válcovala“ a během níž docházelo k nelehkým situacím i k destrukci plodů jejich tvorby.

### Tvorba Blanky Chocholové
Od roku 1977 pracovala častěji s živými modely a využívala málo obvyklé postupy. Volná tvorba Blanky Chocholové se soustřeďuje na inscenované snímky, sekvence, fotografie krajin s přírodními motivy, zátišími (z denního života), portréty a autoportréty. (Cykly Katalog pocitů a Fotografický snář, Zmizelý čas, Deníkové záznamy z cest, Jiné předměty, atd.) V rámci projektu Proces připravila spolu se synem Markem Chocholou v halách Holešovické tržnice společnou výstavu pojmenovanou Genus. Jednalo se o výstavu děl třech generací Chocholů: Václava, Blanky a Marka, kde byly vystavovány nejen fotografie, ale i dochované fotografické rekvizity oživené Blančinými instalacemi z přírodních materiálů, kterými občas doplňuje svoje díla.

### Záchrana fotoarchivů

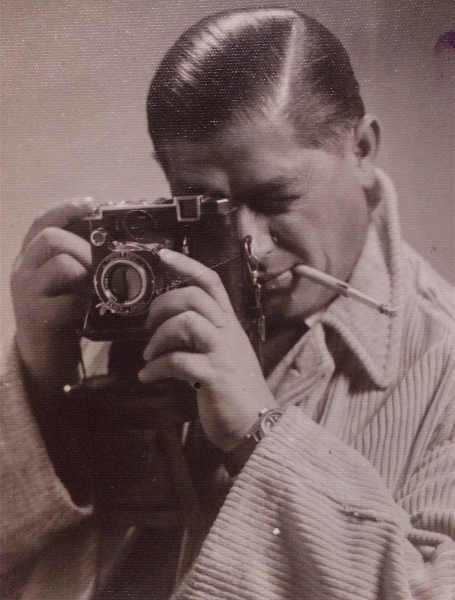
Fotograf Karel Hájek

Blanka Chocholová stála u zrodu projektu Záchrana fotografických archivů renomovaných československých fotografů (Zdeněk Tmej, Karel Hájek, Karel Ludwig, Emila Medková, ...), tento projekt nejen inicializovala, ale jej i prezentuje. Jedná se o díla fotografů, kteří spolupracovali s jejím otcem a ve 40. a 50. letech 20. století pracovali hlavně pro časopisy. Jejich fotografie byly sice tímto způsobem publikovány, ale nikoliv zvětšovány do velkých formátů tak, jak se později stalo zvykem hlavně pro potřeby výstav. Ještě za života otce spolu s ním některé jeho fotografie ze 60. let 20. století Blanka podle jeho představ nazvětšovala, nechala je svým otcem signovat, datovat, seřadit a to tak, že tím povýšily nejen svoji uměleckou (sběratelskou), ale i společensky–historickou hodnotu.

### Archiv B&M Chochola
Spolu se svým synem Markem Chocholou (absolventem FAMU v letech 1999–2006) po roce 2005 zastupuje fotografický archiv svého otce Václava Chocholy (1923–2005). Blanka i Marek Chocholovi založili Archiv B&M Chochola a jsou jeho pokračovateli. Tento archiv obsahuje desetitisíce fotografických snímků i od dalších autorů a je průběžně doplňován (celkově čítá více než 100 tisíc negativů). Archivní snímky komplexně (kulturně, politicky a společensky) pokrývají dobu od 30. let 20. století do současnosti. Tematické expozice sestavované každoročně ze snímků Archivu B&M Chocholy jsou prezentovány na festivalech Prague Photo (2009, 2010), ale i v dalších galeriích jak v České republice, tak i mimo ni.

### Zájmy a záliby
Jejími životními zájmy a zálibami je, kromě fotografování, zahradničení a farmaření (stará se o tři ekologické a bio–zahrady na okraji Prahy), cestování po světě ale i společenský život. Ráda se ve volném čase věnuje sborovému zpěvu, stolnímu tenisu, cvičení jógy a hře na klavír. V Novohradských horách renovuje středověký statek obklopený rozsáhlými pozemky, na nichž se věnuje i chovu koní. Blanka Chocholová je také členkou Společnosti pro trvale udržitelný život (STUŽ). Věnuje se rovněž kulinářství s využitím vlastních ekologicky pěstovaných produktů. Blanka se ráda obléká svým neopakovatelným, originálním někdy i ležérním způsobem s velkým citem pro situaci a prostředí, kde se právě pohybuje.

## Publikační činnost (výběr)
- CHOCHOLOVÁ, Blanka. Životní a tvůrčí podněty fotografa Václava Chocholy. Praha: FAMU katedra fotografie, 1980. 72 nečíslovaných stran. (závěrečná teoretická práce)[2]
- CHOCHOLOVÁ, Blanka. Karel Hájek: archiv 1925–1978. Opava: Slezská univerzita, 1990–1999. 1 svazek
- HÁJEK, Karel. (koncepce výstavy a text: Blanka Chocholová) Karel Hájek: archiv 1925–1978. Opava: Institut tvůrčí fotografie Filozoficko-přírodovědecké fakulty Slezské univerzity, Asociace profesionálních fotografů ČR; 1998; 6 stran; ISBN 80-238-7066-1.[7]
- CHOCHOLOVÁ, Blanka. Václav Chochola. Kabinety vzpomínek = Les cabinets de souvenirs. 1. vydání Praha 5: Arcadia, 1993. 212 stran; ISBN 80-85812-00-2.[2]
- CHOCHOLOVÁ, Blanka. Karel Ludwig: archiv 1939–1948. Praha: Pražský dům fotografů, 1997. 1 svazek
- TMEJ, Zdeněk; redakce a text: Blanka Chocholová; et al. Zdeněk Tmej: archiv 1936–1998. Překlad Šimon Pellar. Praha: profesionálních fotografů ČR, 1998. 68 stran; ISBN 80-902629-1-0.[7]
- CHOCHOLOVÁ, Blanka. Zdeněk Tmej: archiv 1936–2000. Ostrava: Národní divadlo moravskoslezské, 2001. 1 svazek; (3 volné dvojlisty).
- CHOCHOLA, Václav, CHOCHOLOVÁ, Blanka, ed. a KUCHAŘ, Jiří, ed. Jan Werich ve fotografiích a vzpomínkách Václava Chocholy a přátel. Praha: nakladatelství Eminent, 2001. 125 stran; ISBN 80-7281-043-X.[7]
- CHOCHOLA, Václav. Václav Chochola: fotografický archiv = Photographic archive: Archiv hlavního města Prahy Clam – Gallasův Palác 17.1. až 9.3.2003: Národní divadlo moravskoslezské Ostrava, Galerie Opera 10. 4. až 6. 5. 2003: Kabinet fotografie Domu umění, Opava. Opava: Institut tvůrčí fotografie Filozoficko–přírodovědecké fakulty Slezské univerzity, 2003; 12 stran.
- Václav Chochola fotografický archiv = photographic archive. Opava: Slezská univerzita (Opava), 2003; 6 stran.
- TMEJ, Zdeněk; (úvodní text a popisy k fotografiím Blanka Chocholová). Zdeněk Tmej: totální nasazení 1942–1944: katalog; Ostrava: Fotografická galerie Fiducia, 2010. 31 stran FGF; svazek 19; ISBN 978-80-260-6646-0.
- CHOCHOLA, Václav a CHOCHOLOVÁ, Blanka. Václav Chochola – 40. léta. Ostrava: Fotografická galerie Fiducia, 2012. 39 stran; FGF; svazek 26.
- CHOCHOLA, Václav. (texty Blanka Chocholová). Václav Chochola: 40. léta: katalog. [Ostrava]: Fotografická galerie Fiducia, 2012. 39 stran; FGF; svazek 26. ISBN 978-80-260-6606-4.
- GALLERY OF ART PRAGUE. Salvador Dalí: katalog. Praha: Gallery of art Prague, 2014. 111 stran (úvod Blanka Chocholová a Aleš Kuneš)
- Gen Chochola – Václav, Blanka, Marek: Centrum současného umění DOX, Malá věž, 17.9. až 30. 10. 2015. Kostelec nad Černými lesy: Archiv výtvarného umění, 2015. 1 skládačka (6 nečíslovaných stran).
- CHOCHOLA, Václav et al. Václav Chochola: Morava 53–88. [Mikulov]: Regionální muzeum v Mikulově, 2019. 127 stran. ISBN 978-80-85088-53-3.

## Kolektivní výstavy (výběr)
- 1975: Praha – Ženy s kamerou II;[6]
- 1977: Praha – Ženy s kamerou III;[6]
- 1984: Praha – Česká výtvarná fotografie: Oborová výstava;[6]
- 1985: Kabinet fotografie Jaromíra Funka, Brno-město – Fotografie absolventů FAMU;[7]
- 1987: Mánes, Praha – Užité umění výtvarných umělců do 35 let;
- 1987: Uměleckoprůmyslové museum, Praha – Fotografie absolventů FAMU;
- 1988: Galerie H, Kostelec nad Černými lesy (Praha-východ) – Prostor 3, Jan Steklík: Čára;
- 1988: Bratislava – Autoportrét v české a slovenské fotografii;[6]
- 1990: New York – Work on Paper;[6]
- 1990: Chicago – Photographic Print Fair;[6]
- 1994: Malá galerie České spořitelny, Kladno –	Václav Chochola, Blanka Chocholová: Fotografie;[6]
- 1994: Mánes, Praha – Česká fotografie 1989–1994;
- 1998: Národní technické muzeum, Praha – Portrét;
- 1999: Praha, Divadlo Archa – Portrét;[6]
- 2001: Malá galerie České spořitelny, Kladno – A jdeme o dům dál...;
- 2001: Dům umění, Opava – Pedagogové Institutu tvůrčí fotografie Filozoficko – přírodovědecké fakulty Slezské univerzity v Opavě;
- 2002: Galerie Opera, Ostrava – Pedagogové Institutu tvůrčí fotografie Filozoficko – přírodovědecké fakulty Slezské univerzity v Opavě;
- 2002: Centrum kultury Poznania Zamek, Poznaň – Pedagogové Institutu tvůrčí fotografie Filozoficko – přírodovědecké fakulty Slezské univerzity v Opavě;
- 2005: Praha – Česká fotografie 20. století / Czech photography of the 20th century;
- 2009: Mánes, Praha – Prague Photo 2009;
- 2010: Mánes, Praha – Prague Photo 2010;
- 2010: Muzeum Českého krasu, Beroun – Beroun Lughnasadh 2010. Co dělat, aby nám nebe nespadlo na hlavu;
- 2011: Galerie Slunečná, Želnava (Prachatice) – BlueLine...?;
- 2011: Artinbox Gallery, Praha – Víly, skřítkové a trpaslíci;
- 2011: DOX, Malá věž, Praha – Umělci Archivu;
- 2012: Muzeum Českého krasu, Beroun – Beroun Lughnasadh 2012. Nehmotný kámen mudrců (na keltský způsob);
- 2012: Regionální muzeum v Teplicích, Teplice – Teplice Lughnasadh 2012. Nehmotný kámen mudrců (na keltský způsob);
- 2014: Dům fotografie, Praha – Dvojexpozice (Sbírka Pražského domu fotografie v Galerii hlavního města Prahy);
- 2015: Galerie 10, Praha – Detail 27x;
- 2015: DOX, Malá věž, Praha – Gen Chochola – Václav, Blanka, Marek;
- 2016: Městské muzeum, Chrast (Chrudim) – Detail 27x;
- 2019: Poštovní muzeum, Praha – Jolana Havelková a autoři: Šest pohlednic;
- 2020: Dům pánů z Kunštátu, Brno – Jolana Havelková a autoři: Šest pohlednic.[7]

## Blanka Chocholová ve slovnících a encyklopediích
- BALAJKA, Petr, ed. Encyklopedie českých a slovenských fotografů. Praha: ASCO, 1993. 451 stran; ISBN 80-85377-99-3.[7]
- MALÝ, Zbyšek, ed. a MALÁ, Alena, ed. Slovník českých a slovenských výtvarných umělců 1950–2010. Vydání 1. Ostrava: Výtvarné centrum Chagall, 1998–2010. 21 svazků (IV. svazek, CH – J, ISBN 80-86171-04-3); Prameny a dokumenty. ISBN 80-86171-00-0.[7]
- HOROVÁ, Anděla, ed. Nová encyklopedie českého výtvarného umění. Vydání 1. Praha: Academia, nakladatelství Akademie věd České republiky; 1995–2006; Dodatky ISBN 80-200-1209-5 + 3 svazky; ISBN 80-200-0536-6.[7]
- SLAVÍČEK, Lubomír, ed. et al. Slovník historiků umění, výtvarných kritiků, teoretiků a publicistů v českých zemích a jejich spolupracovníků z příbuzných oborů (asi 1800–2008). (1. svazek A–M); Vydání první. Praha: Academia, nakladatelství Akademie věd České republiky; 2016. 2 svazky (1807 stran); ISBN 978-80-200-2094-9.[7]